# بيتيت
أرماندو غونكالفيز تيكسيرا (بالفرنسية: Armando Teixeira)‏ المعروف باسم بيتيت، من مواليد 25 سبتمبر 1976 في ستراسبورغ في فرنسا، لاعب كرة قدم برتغالي سابق.
بدأ مسيرته الكروية مع نادي جيل فيسنتي في موسم 1999/2000، وشارك معهم في 30 مباراة وسجل 4 أهداف، وفي عام 2000 انتقل إلى نادي بوافسيتا، ولعب معهم حتى عام 2002، وشارك معهم في 51 مباراة وسجل 7 أهداف، ومنذ عام 2002 وهو يلعب مع نادي بنفيكا.
و قد بدأ باللعب مع منتخب البرتغال لكرة القدم في عام 2001.

## روابط خارجية
- بيتيت على موقع الاتحاد الدولي (مؤرشف)  (الإنجليزية)
- بيتيت على موقع قاعدة بيانات كرة القدم.إي يو (الإنجليزية)
- بيتيت على موقع بيانات كرة القدم. دي إي (الألمانية)
- بيتيت على موقع ليكيب (الفرنسية)
- بيتيت على موقع ناشيونال فوتبول تيمز (الإنجليزية)
- بيتيت على موقع عالم كرة القدم.نت (الإنجليزية)
- بيتيت على موقع كووورة